# Skuldkrisen i Latinamerika

Latinamerika

Skuldkrisen  (spanska: Crisis de la deuda latinoamericana) var en finanskris i Latinamerika under 1970- och 80-talen.
Grunden till skuldkrisen lades i 1970-talets oljekriser. Många före detta kolonier lånade pengar för att få igång sina ekonomier. Ofta ställdes inga krav på lånen och pengarna gick till låtsasindustrier, korruption och vapen i stället för projekt som ledde till utveckling. Detta har satts spår i nutiden då vissa länder fortfarande är i skuld. Det finns de länder som är fattiga på grund av de skulder de haft och vissa har vägrat att betala tillbaka då de anser sig blivit lurade. Symbolen för skuldkrisen blev en gråtande svan.
I augusti 1982 meddelade Mexiko att man inte längre kunde betala räntorna på sin utlandsskuld. Därefter meddelade flera andra latin amerikanska länder samma sak.

### Fotnoter
1. ↑  Nick Dearden (20 augusti 2012). ”30 years since Mexico’s default, lessons for Greece” (på engelska). Jubilee Debt Campaign. http://jubileedebt.org.uk/comment/30-years-since-mexicos-default-lessons-for-greece. Läst 28 oktober 2017.